# Hexano-1,5-lacton
Hexano-1,5-lacton (auch Hexan-1,5-olid oder δ-Caprolacton) ist eine organische Verbindung aus der Gruppe der Lactone.

## Vorkommen
Hexano-1,5-lacton kommt in Mangos vor. Daneben kommt es in vielen weiteren Früchten vor, wobei das Verhältnis der beiden Enantiomere je nach Vorkommen deutlich unterschiedlich ist. In vielen Fällen überwiegt das (R)-Isomer. In der Pflaumen-Unterart Edel-Pflaume tritt die Verbindung mit 55 % (R)-Isomer fast racemisch auf, ebenso in Ananas mit etwa 52 % (R)-Isomer. In Pflaumen, (63 %), Mirabellen (67 %), Kokosnuss (87 %) und Mango (98 %) überwiegt das (R)-Isomer deutlicher. Dagegen überwiegt das (S)-Isomer bei roten (64 %) und gelben Passionsfrüchten (69 %), sowie bei Erdbeeren (60 %) und Himbeeren (72 %).

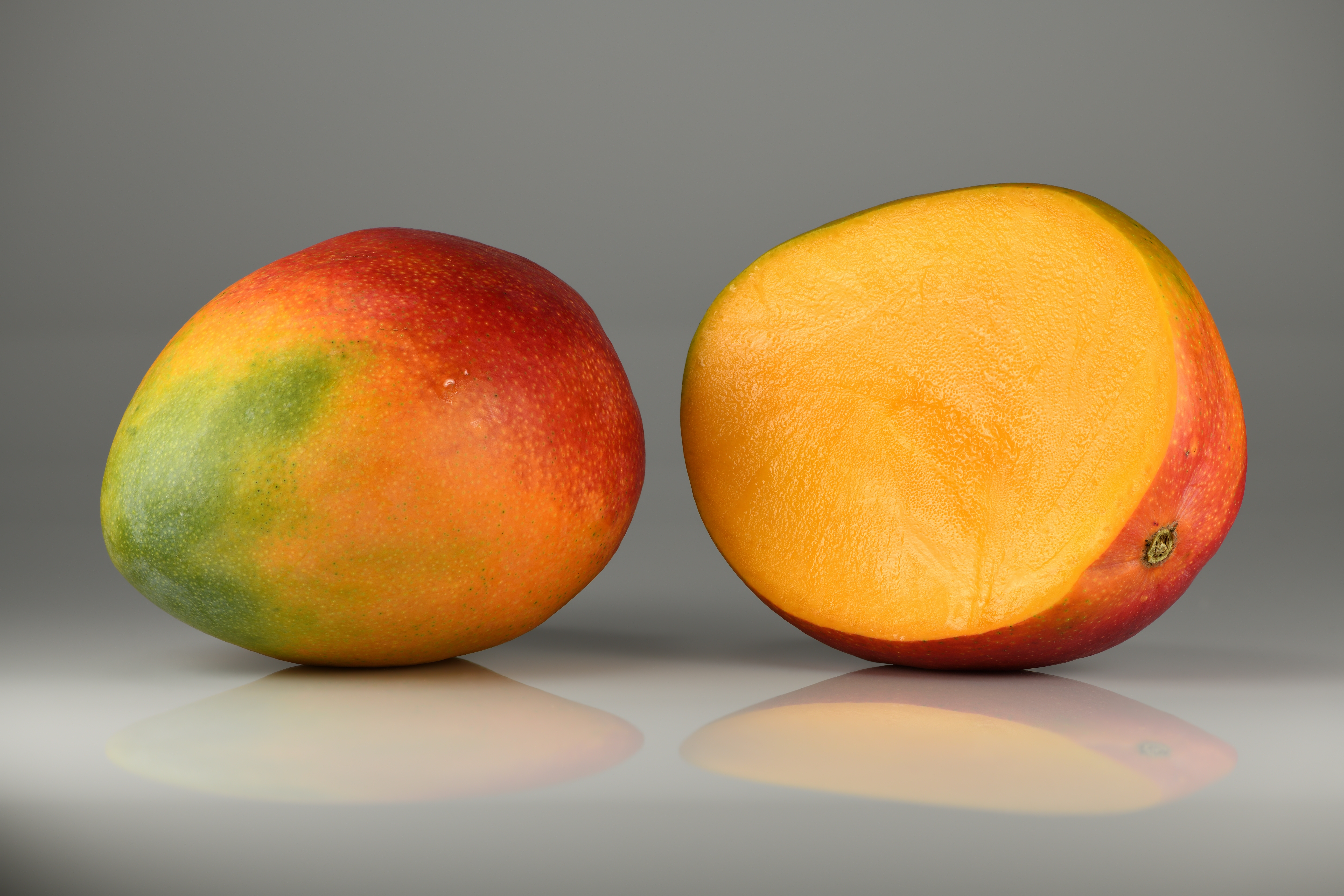
Mango
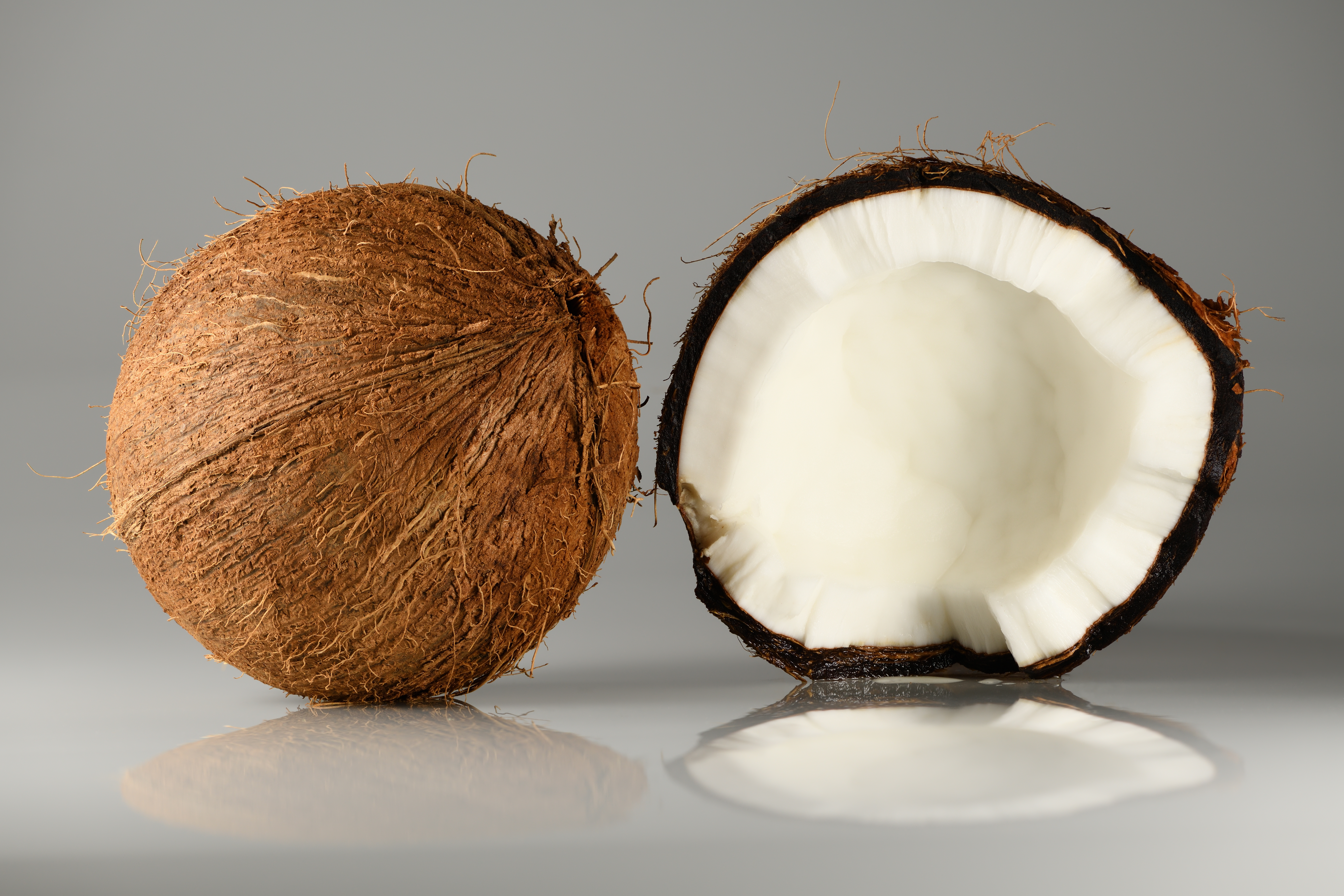
Kokosnuss
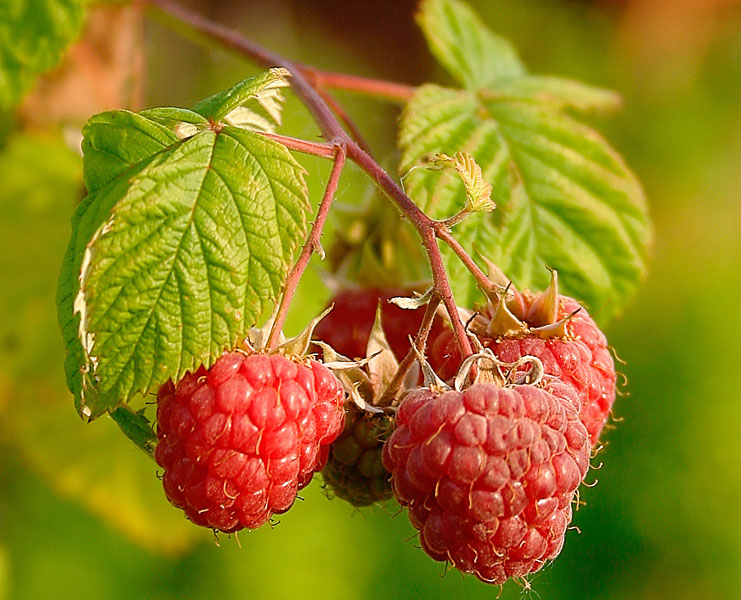
Himbeeren

## Herstellung
Bei der elektrochemischen Oxidation von Cyclohexanon entstehen hauptsächlich Hexano-1,4-lacton und Hexano-1,5-lacton. Welche von beiden Verbindungen das Hauptprodukt ist, hängt von den genauen Reaktionsbedingungen ab.

## Verwendung
Hexano-1,5-lacton ist in der EU unter der FL-Nummer 10.010 als Aromastoff für Lebensmittel zugelassen.